# Ancasta
Ancasta foi uma deusa céltica cultuada na Britânia romana. É conhecida de uma única inscrição dedicatória encontrada no Reino Unido em Bitterne, próximo a Southampton. Ancasta pode ser tomada como uma deusa local, possivelmente associada ao próximo Rio Itchen.
A dedicatória votiva para Ancasta diz:
DEAE ANCASTAE GEMINVS MANI VSLM
"À deusa Ancasta, Geminus Mani[lius] de bom grado e merecidamente cumpre seu voto."
Pode ser que o nome 'Ancasta' esteja relacionado ao *kasto- proto-céltico significando 'ligeiro'.